# 1995 LE
1995 MG1 är en asteroid i huvudbältet som upptäcktes den 3 juni 1995 av Spacewatch vid Kitt Peak-observatoriet.
Den tillhör asteroidgruppen Amor.